# Estación de Puebla de Sanabria
Estación de Puebla de Sanabria vasútállomás Spanyolországban, Puebla de Sanabria településen.

## Vasútvonalak
Az állomást az alábbi vasútvonalak érintik:
- Zamora–La Coruña-vasútvonal

## Kapcsolódó állomások
A vasútállomáshoz az alábbi állomások vannak a legközelebb:
- Linarejos-Pedroso (train station)
- Pedralba (train station)